# Premières personnalités du monde judiciaire de la république du Congo
Le présent article répertorie les personnalités de la république du Congo, ayant occupé en premier, des fonctions au sein du monde judiciaire. Les années en début d'item représentent soit l'année d'obtention du diplôme ou l'entrée en fonction.

## Garde des Sceaux et ministre de la Justice

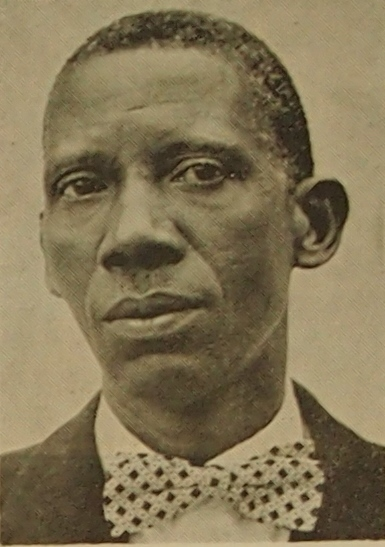
Jacques Opangault en 1960

- 1960 Jacques Opangault (1907-1978), ministre d'État dans le gouvernement de Fulbert Youlou

## Procureur de la République
- 1960 Lazare Matsocota (1931-1965), titulaire d'une maîtrise de droit, il meurt assassiné le 15 février 1965 à Brazzaville[1],[2]

## Président de la Cour suprême
- 1960 Joseph Pouabou (1919-1965), après des études supérieures à l'université Panthéon-Sorbonne, il sort major de sa promotion avec une maîtrise de droit. Il meurt assassiné le 15 février 1965 à Brazzaville[3],[1],[2].

## Magistrat
- ? Joseph Pouabou (1919-1965)

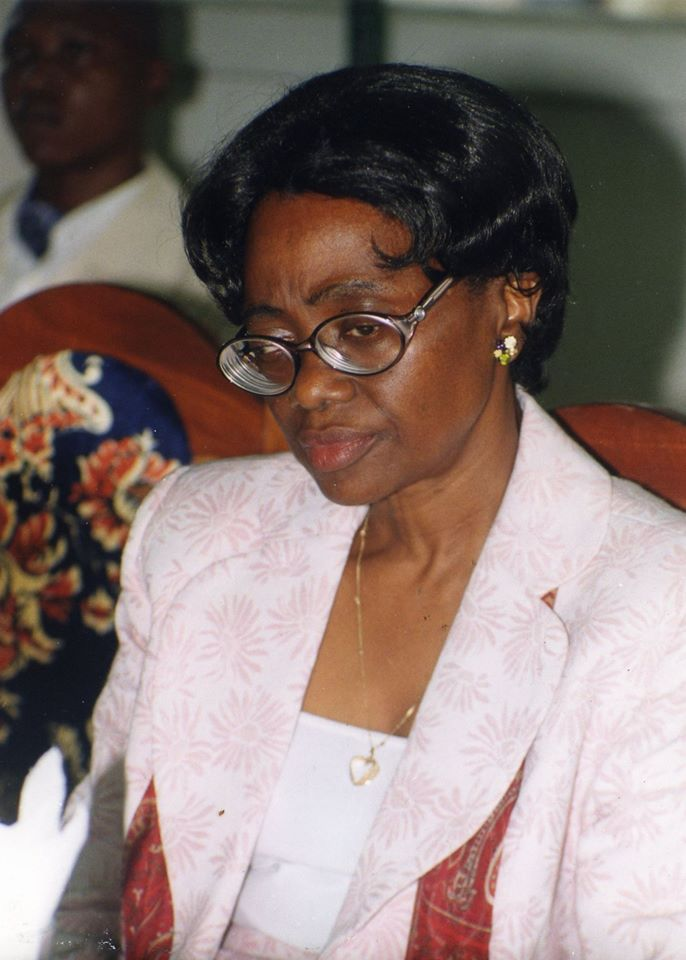
Agathe Pembellot en 2002

- 1969 Agathe Pembellot (1942-2016), première femme magistrate formé au Centre national d’études judiciaires de Paris (École nationale de la magistrature)[4] et première femme à être admise comme membre de la Cour Suprême (1987), la plus haute juridiction judiciaire du pays[note 1].

## Avocat au barreau

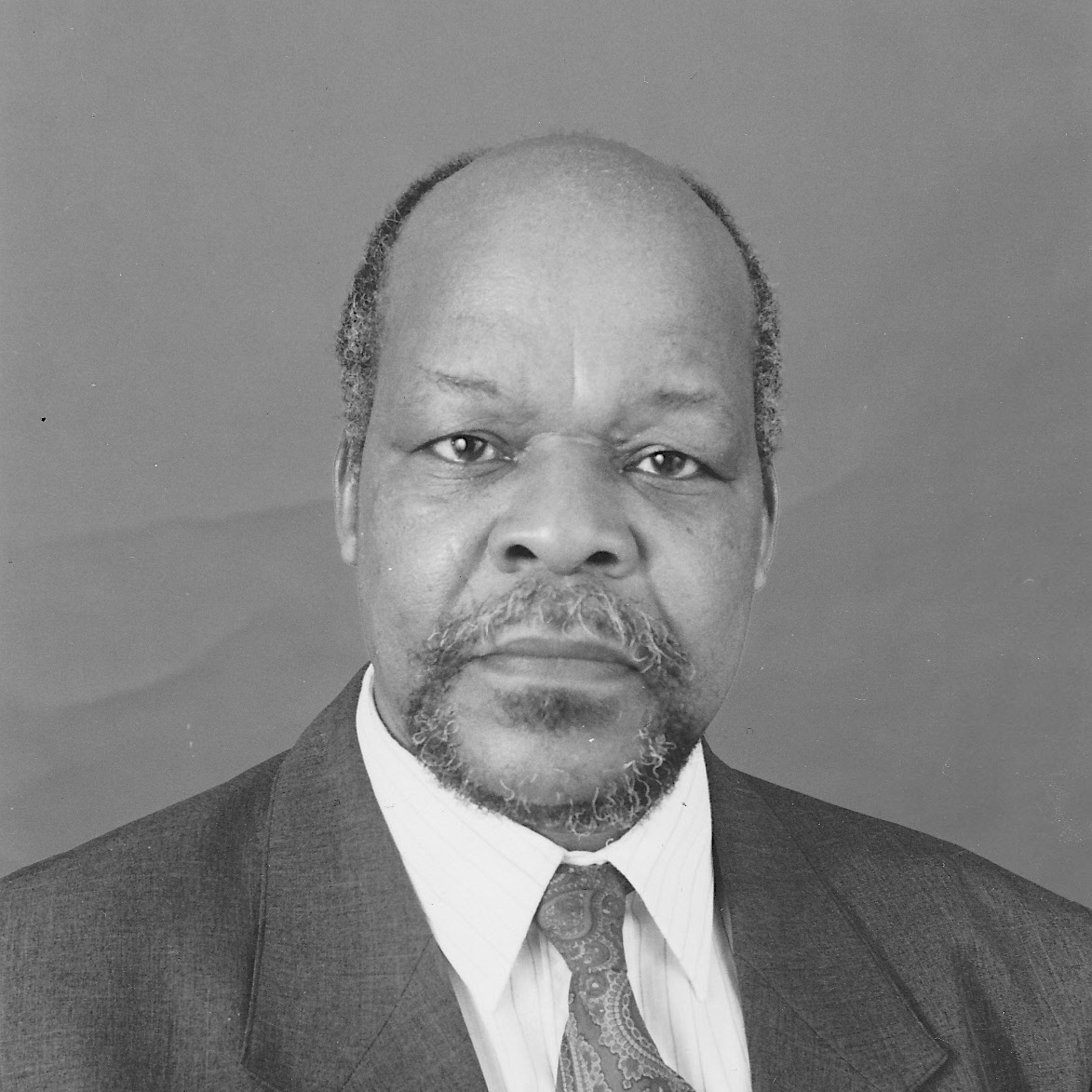
Moudileno-Massengo en 1991

- 1963 Aloïse Moudileno Massengo (1933-2020), est reçu major au Certificat d'aptitude à la profession d'avocat (CAPA). En 1964, à 31 ans, il est le premier avocat congolais intégré dans un barreau français ainsi que le premier avocat noir du barreau de Nancy, où il exerce jusqu’en 1966. Le 13 janvier 1967, il devient le premier avocat congolais du barreau de Brazzaville[5],[6].

- 1982 Julienne Ondziel-Gnelenga (1944)[7],[8],[9], après des études de sage femme en Israël, son diplôme obtenu, elle rentre au Congo et exerce ce métier au centre hospitalier et universitaire de Brazzaville. Elle est la première femme inscrite au barreau de Brazzaville et la première femme Bâtonnier.

## Notaire
- ? Me Marcel Gnali Gomes (1931)[10], premier notaire autochtone titulaire d'une étude, oncle d'Alexis Vincent Gomès.

## Greffier
- 1947 Yves Marcos, originaire de Porto-Novo au Dahomey (actuel Bénin), commis-greffier au Tribunal de Brazzaville, en plus de ses activités de dirigeant du Parti progressiste congolais, la première formation politique du pays[11],[12].